# Colobothea nigromaculata
Colobothea nigromaculata är en skalbaggsart som beskrevs av Dmytro Zajciw 1971. Colobothea nigromaculata ingår i släktet Colobothea och familjen långhorningar. Inga underarter finns listade i Catalogue of Life.